# Danses au Sri Lanka

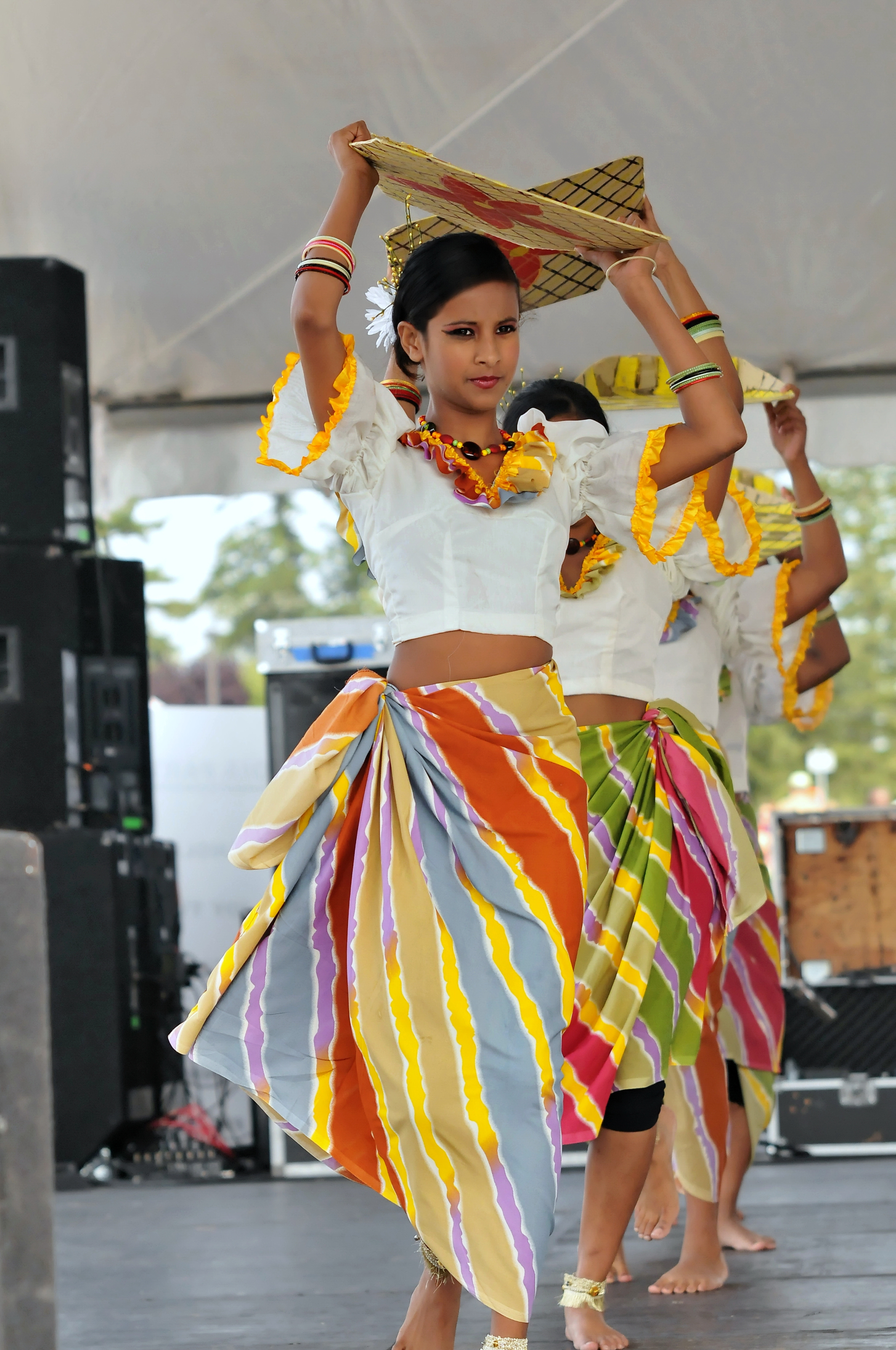
Danse traditionnelle de la récolte.

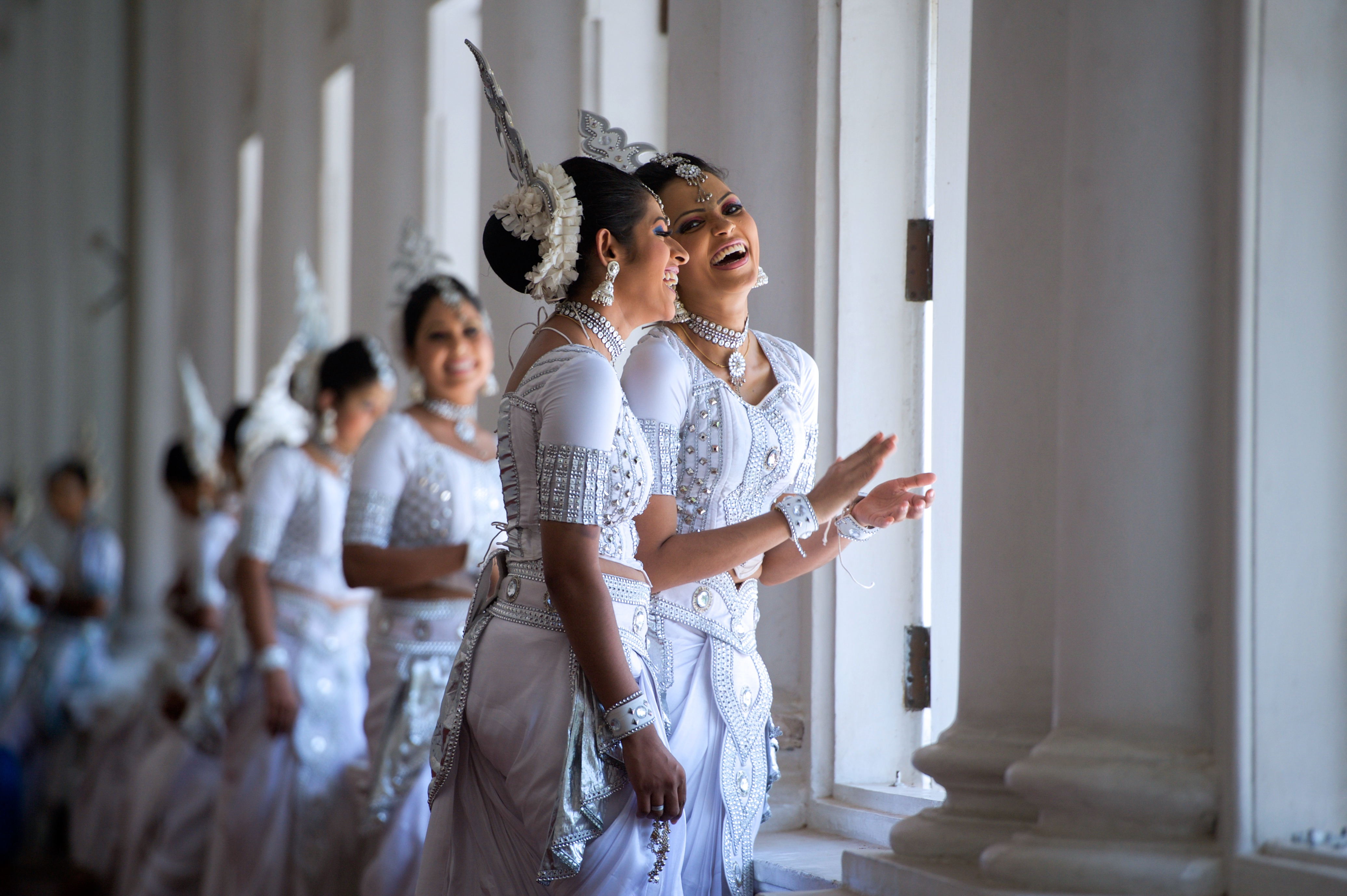
Danseuses en habits traditionnels.

L'origine des danses du Sri Lanka se trouve chez les peuples autochtones de Sri Lanka, les Vedda (Wanniyala-Aetto) et les yakkas (« ceux qui travaille avec du fer »).
Il existe trois styles principaux de danse classique sri-lankaise :
- les danses de Kandy du Pays des Collines, connue sous le nom de "Uda Rata Natum" ;
- les danses des Bas-pays dans les plaines du sud, connues sous le nom de "Pahatha Rata Natum" ;
- les danses de Sabaragamuwa, ou Sabaragamuwa Natum.

Les trois formes de danse classique diffèrent en fonction du mouvement corporel des danseurs, de leur gestuelle, des costumes portés. Elles sont interprétées de manière différente, suivant la forme et la taille des tambours utilisés, comme le tambour Geta Beraya ou les tambours jumeaux appelés "Tammettama", ainsi que la petite paire de cymbales connue sous le nom de "Thalampota". Ces instruments servent à marquer le rythme que les danseurs doivent tenir.

## Histoire

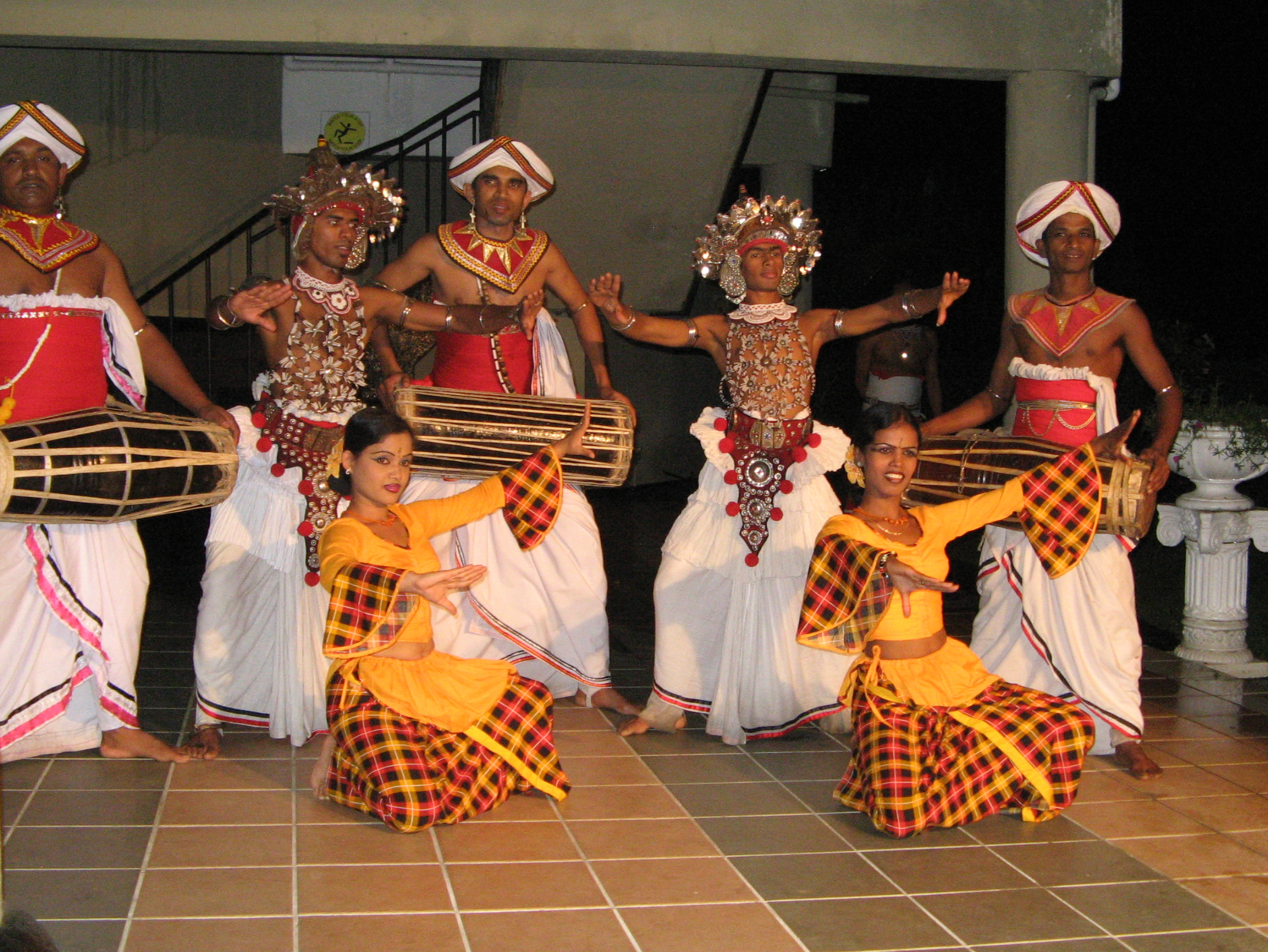
La danse Ves Natuma.

Les racines historiques des danses de Kandy sont inscrites dans un rituel connu sous le nom de Kohomba kankariya, Kohomba yak kankariya ou plus simplement Kankariya du nom de la divinité Kohomba. Selon la légende, le roi Panduvasdeva (en) souffrait d'une étrange maladie et ce sont trois chamans originaires de l'Inde l'aurait guéri. Kohomba Kankariya est resté l'un des rituels de danse traditionnelle les plus vénérés et les plus élaborés au Sri Lanka. Aujourd'hui, il est toujours exécuté pour apporter la paix et l'abondance dans les foyers et pour attirer les bénédictions des divinités, afin de les préserver de tout mal.

## Les danses de Kandy (Haut pays)
Les danses de Kandy (cinghalais උඩරට නැටුම්) sont une variété de danses sacrées traditionnellement exécutées dans la région de Kandy.

### Danse Ves
C'est la danse la plus populaire, issue de l'ancien rituel de purification, le «Kohomba yakuma». Exclusivement masculine cette danse est considérée comme sacrée, elle ferait référence au dieu Kohomba. Ce n'est qu'à la fin du XIXe siècle que des danseurs «ves» furent invités à se produire en dehors de l'enceinte du temple Kankariya au festival annuel Kandy Perahera.

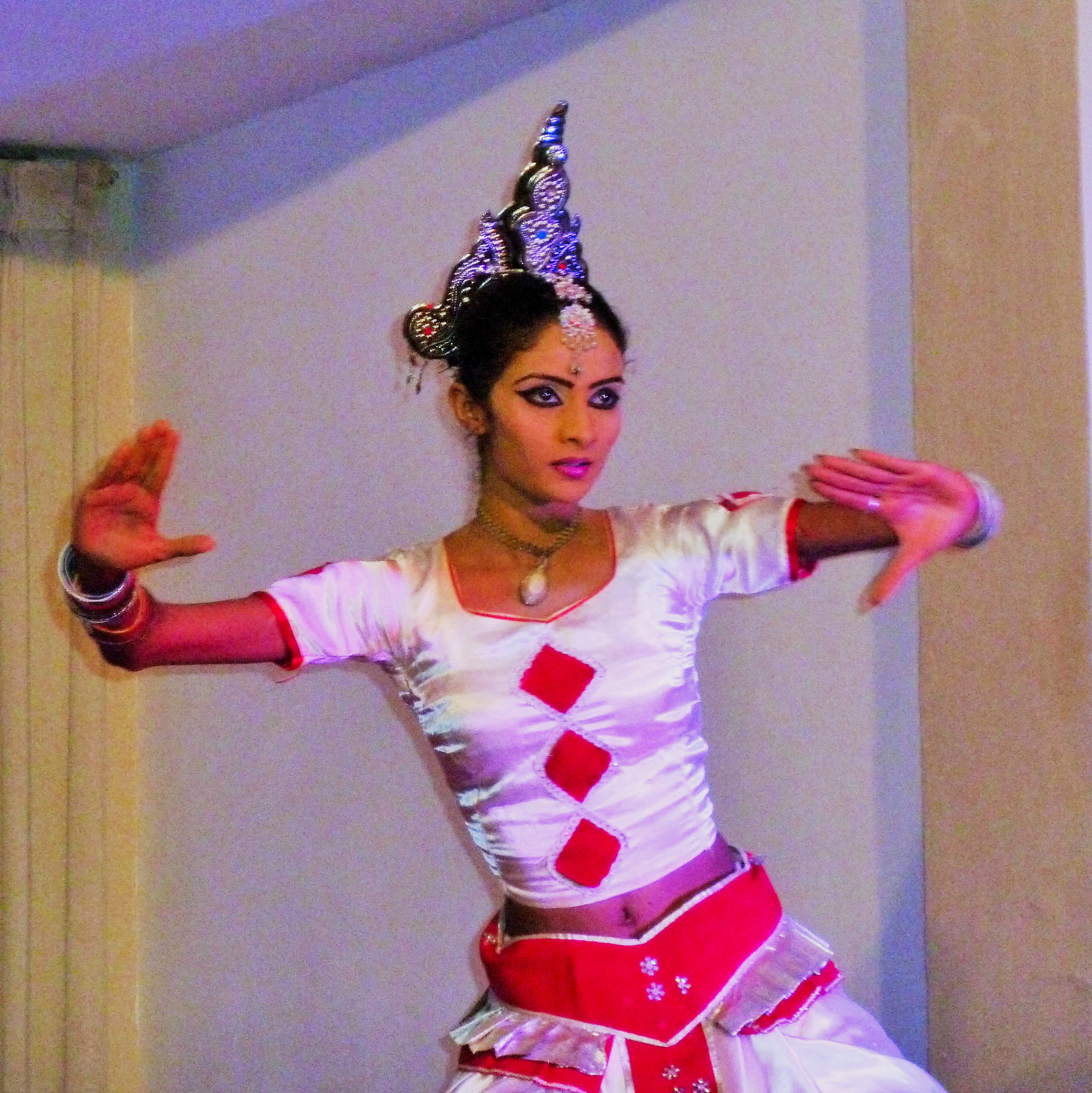
La danse Puja Natuma.

### Danse de Naiyandi
Cette élégante danse est aussi interprétée dans les temples de Maha Vishnu et de Kataragama Devales lors des cérémonies.

### Danse Uddekki
La danse «uddekki» est exécutée au son d'un petit tambour en laque transmis par Iswara. Il l'aurait confectionné en suivant les instructions de Sakra, le musicien attitré au palais des dieux.

### Danse Pantheru
Cette danse remonte au prince Siddhartha Gautama, avant son illumination. Elle s'effectue aux rythmes du pantheruwa, un instrument dédié à la déesse Pattini. C'est un tambourin sur lequel sont accrochées des petits cymbales. Les rois de Sinhala célébraient leurs victoires sur le champ de bataille avec les danseurs «pantheru».

## Danses de Sabaragamuva (Centre Sud)
Les danses abaragamuwa, ou Sabaragamuwa Natum sont habituellement exécutées à Ratnapura, se rapportant à l'adoration de Dieu Saman, très vénéré par les gens du pays. Il y a 32 danses principales dans le style Sabaragamuwa.

## Danses du Bas-pays (Pahatharata Natum)

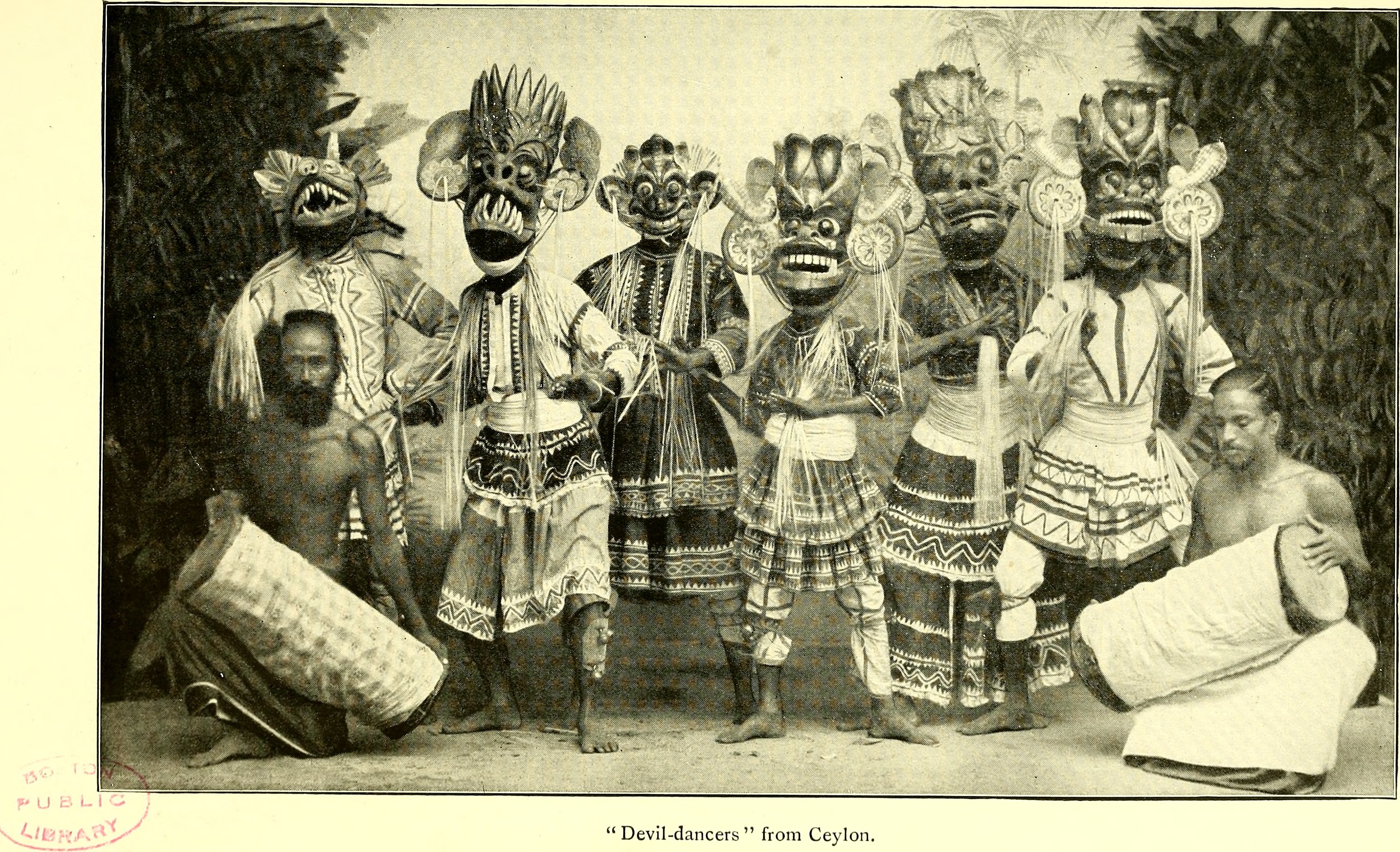
Devil Dances at the turn of the twentieth century.

La danse du Diable dans le Bas-pays est une forme de danse exécutée pour apaiser les mauvais esprits qui causent la maladie. Ce kolam est aussi appelé «Danse du diable». Les danseurs portent des masques représentant de nombreux personnages variés sous la forme d'oiseaux, de démons, ou de reptiles. Il a été suggéré par des chercheurs que Kolam aurait été développé à partir du rituel connu sous le nom de Sanni Yakuma, devenant plus tard une danse dramatique indépendante des éléments rituels. Il existe 18 danses principales liées au style pahatharata connues sous le nom de Sanni Yakuma 'Daha Ata Sanniya) pour exorciser 18 sortes de  maladies qui affectent le corps humain.

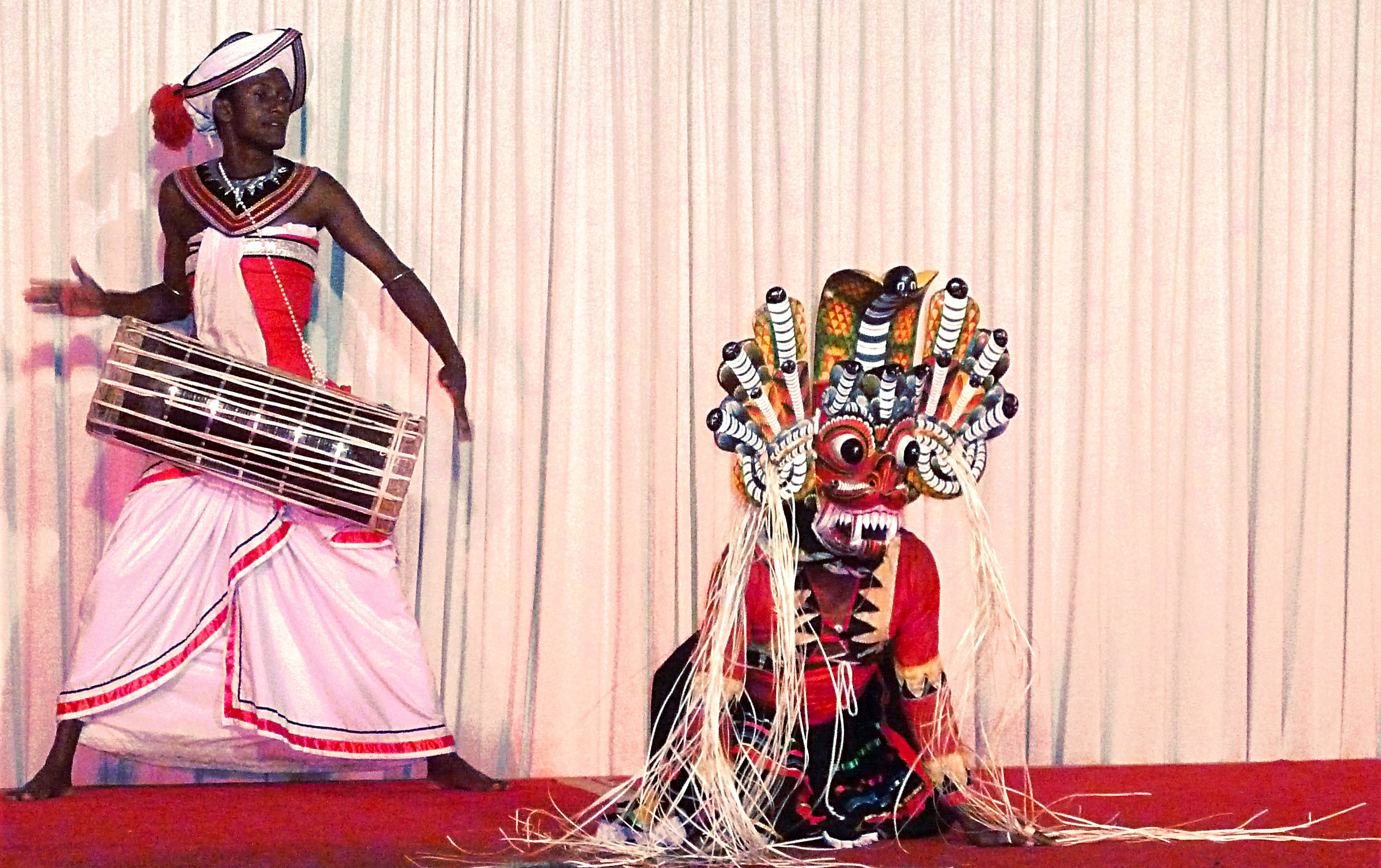
Kolam masques Naga Raksha & Gurulu Raksha (Cobra & Eagle).

Le grand exorcisme nommé "Yak Tovil" .  peut être une simple cérémonie rituelle chez soi réservée à la famille et aux voisins immédiats ou impliquant tout le village comme la 'gam-maduva' ou la 'devol-maduva' qui est étroitement liée au culte des dieux. Les danseuses masquées participent à au moins deux des cérémonies bien connues du 'tovil' appelées 'Maha Sohon Samayama' et 'Gara Yakuma'. La mention de Maha Sohona effraie les gens car c'est le démon des cimetières.

## Danses Vannam
Le roi Narendra Sinha (1707-1739), qui avait invité des danseurs et des musiciens d’Inde du Sud à la cour de Kandy, fut conquis par les textes cinghalais antiques se référant à 18 vannam (du mot cinghalais «varnana»). Ce sont des «éloges descriptifs» qui rendent hommage au comportement animal. Ainsi sont décrits les éléphants, les singes, les lapins, le paon, les coqs, les serpents. Les plus connus sont le hanuma vannama (singe), le ukusa vannama (Aigle) et le gajaga vannama (éléphant). Dans ce cas le podium (Kavikara Maduwa), sur lequel les danseurs évoluent est décoré, la tradition veut qu'il s'y déroule également des concours de chants et de poésies.

## Danses folkloriques
Outre les formes de danse classique, il existe aussi des danses folkloriques, associées à des activités folkloriques et à des festivités. Leekeli (danse du bâton), kalagedi (danse du pot), raban (tambour de la main) et polkatu (noix de coco) sont des danses folkloriques répandues à l'heure actuelle.

## Danses actuelles
Les formes de danse classique sont associées à l'exécution de divers rituels et de cérémonies ancestrales. Elles sont basées sur la religion et les croyances populaires antérieures à l'avènement du bouddhisme et à l'acceptation de cette doctrine par le peuple cinghalais au IIIe siècle avant J.-C. Ces croyances populaires vénéraient une variété de divinités et de démons qui étaient supposés accorder des bienfaits et des bénédictions, mais paradoxalement de causer des afflictions et des maladies.
- Le répertoire de la danse de Kandy trouve son origine dans le rituel connu sous le nom de  Kohomba Kankariya , qui est pratiqué afin d'obtenir le soulagement des afflictions personnelles ou des calamités. Bien que ce rituel soit rarement pratiqué à l'heure actuelle, les diverses danses associées à sa représentation peuvent être observées lors de la fête de la dent sacrée Perahera de Kandy, un événement religieux et culturel annuel qui a lieu en l'honneur de la relique du Bouddha logé dans le Dalada Maligawa, le Temple de la Dent.
- Le répertoire de la danse Ruhunu a ses origines dans les rituels du  Devol Maduwa  - utilisé pour propitiate la divinité / démon Devol - et dans les rituels exorcistes connus sous le nom de  Rata Yakuma  et  Sanni Yakuma  - associés à divers démons qui sont supposés causer une variété d'afflictions et de maladies incurables.
- La danse Saparagamu est associée au rituel connu sous le nom de 'Gam Maduwa' ', est exécutée pour implorer la déesse Pattini. Le but est d'obtenir une bonne récolte, de conjurer le mal, ou d'être débarrassé de maladies infectieuses.